# UCK2
UCK2 (англ. Uridine-cytidine kinase 2) – білок, який кодується однойменним геном, розташованим у людей на короткому плечі 1-ї хромосоми.  Довжина поліпептидного ланцюга білка становить 261 амінокислот, а молекулярна маса — 29 299.
| 10         |  | 20         |  | 30         |  | 40         |  | 50         |
| ---------- |  | ---------- |  | ---------- |  | ---------- |  | ---------- |
| MAGDSEQTLQ |  | NHQQPNGGEP |  | FLIGVSGGTA |  | SGKSSVCAKI |  | VQLLGQNEVD |
| YRQKQVVILS |  | QDSFYRVLTS |  | EQKAKALKGQ |  | FNFDHPDAFD |  | NELILKTLKE |
| ITEGKTVQIP |  | VYDFVSHSRK |  | EETVTVYPAD |  | VVLFEGILAF |  | YSQEVRDLFQ |
| MKLFVDTDAD |  | TRLSRRVLRD |  | ISERGRDLEQ |  | ILSQYITFVK |  | PAFEEFCLPT |
| KKYADVIIPR |  | GADNLVAINL |  | IVQHIQDILN |  | GGPSKRQTNG |  | CLNGYTPSRK |
| RQASESSSRP |  | H          |  |            |  |            |  |            |

A: Аланін

C: Цистеїн

D: Аспарагінова кислота

E: Глутамінова кислота

F: Фенілаланін

G: Гліцин

H: Гістидин

I: Ізолейцин

K: Лізин

L: Лейцин

M: Метіонін

N: Аспарагін

P: Пролін

Q: Глутамін

R: Аргінін

S: Серин

T: Треонін

V: Валін

Кодований геном білок за функціями належить до трансфераз, кіназ, фосфопротеїнів. 
Задіяний у такому біологічному процесі як ацетиляція. 
Білок має сайт для зв'язування з АТФ, нуклеотидами. 